# Освајање Кајмакчалана
Освајање Кајмакчалана је битка на Солунском фронту у Првом светском рату. Учесници битке су Краљевина Србија и Краљевина Бугарска. Битка је остала запамћена у историји по великом броју жртава које је претрпела српска војска и по надморској висини на којој је вођена.
Да је Кајмакчалан био значајна позиција говоре и називи: Бугари су га звали Борисов град јер су мислили да је неосвојив, а Срби Капија слободе јер су ту први пут закорачили у своју земљу.

## Униформе
Пошто је током преласка Албаније већина српских униформи оштећена, српска војска је од 1916.те на Солунском фронту добила нове униформе француског типа. Ова униформа састојала се од плаве блузе и плавих панталона, цокула и француског Адријана металног шлема. Једино су официри српске војске задржали стару униформу. Бугарска војска је носила тамно зелену униформу, са шапкама зелене боје које су на ободу имале црвену траку, а око ногу су обмотавали тканину и везивали је конопцима, преко које су носили ципеле.

## Позадина
Почетком јесени 1916. године почела је дугоочекивана офанзива Антанте напредовањем српских и француских снага северно од Битоља преко Могленских планина, док су се британске упутиле ка Вардарској долини.
Бугари су се ушанчили у тешка утврђења.

## Битка
Битка је вођена између 12. и 30. септембра 1916. године, када је прва српска армија, уз велике губитке, успела да заузме врх Свети Илија на висини од 2.524 метара, одбацујући Бугаре према Мариову, где је потом постављена нова линија одбране. Јединице српске војске чинили су према врху Кајмакчалана, Кочобеју и Флоки Ваљевци из 5.пука пуковника Војислава Чолаковића, према Сивом брегу Ужичани из 4.пука пуковника Војислава Павловића, а према Старковом зубу Шапчани из 6.пука пуковника Јеврема Михајловића. Између 26. и 30. септембра врх је више пута био заузиман док га српска војска није коначно заузела 30. септембра. Срби су имали велике губитке од око 5.000 људи, углавном од бугарске артиљерије.
Ровови на Кајмакчалану су били плитки, око пола метра дубине била је здрава земља која се лако копала, а испод пола метра био је тврд камен.Да би се заштитили, српски пешаци су испред ровова слагали плочасто камење.
Бугари су се толико занели борбом да нису размотрили да успоставе додатне одбрамбене положаје иза утврђених гребена. Након победе Срба, бугарски генералштаб није успео да на време да наређење за повлачење. Након примања тог наређења нису имали заклоне при повлачењу, тако да су додатно изгубили оружје, опрему и људство.
Са стратешког аспекта битка није имала већи значај за савезнике због зиме која је убрзо дошла и онемогућила свако веће померање трупа.
По заузећу Кајмакчалана, Стеван Туцовић, брат Димитрија Туцовића записао је у свој дневник: „Одмах по заузећу Кајмакчалана извео сам своју батерију на вис, где сам видео чудан и страшан призор. По рововима лежали су мртви Бугари, све један на другог наслоњени и са пушкама у рукама. Делови тела били су разбацани по оном платоу виса. Виде се људи без ногу, без руку, главе, стомака. Остала је маса рањеника која запомаже или су у самртном ропцу. То су унакажене и разнете трупине људских тела, које најбоље сведоче о грозотама, некултурности и варваризму ратова.”

## Последице

### Антантa и Србијa
Овом победом српска војска је успела да заустави бугарску офанзиву вођену против положаја француског генерала Мориса Сараја. Уједно ово је била и прва победа српске војске након напуштања Србије годину дана раније.
Заузимањем Кајмакчалана олакшано је српској 1. армији и француским снагама да продуже операције у којима ће касније бити ослобођен Битољ. У новембру је освојен појас око Битоља, укључујући и сам Битољ 19. новембра, тако да је повраћен и ослобођен први комад отаџбине.
Српске снаге су укупно имале око 5.000 односно 4.643 погинулих, рањених и несталих војника, од којих је Дринска дивизија имала је 3.320 односно 3.804 избачених из строја или три четвртине укупног броја војника.

### Централне силе и Бугарскa
Пад Кајмакчалана убедио је Немце да је средишњи део Солунског фронта у кризи.
Иако је пораз и за бугарске војнике и за војску деловао депримирујуће, бугарске победе над Румунијом су их охрабриле.

## Наслеђе
Данас се на врху Кајмакчалана налази мала спомен капела светог Петра. Јужно од врха и капеле налази се костурница где леже кости војника нађених по брдима након битке.
| „                                                   | Мојим див-јунацима неусташивим и верним, који грудима својим отворише врата слободи и осташе овде као вечни стражари на прагу отаџбине. | ” |
| — Посвета Александра Карађорђевића на спомен капели | |   |

Осматрачница која се налазила на Кајмакчланку је пренета у Београд.
Алекса Шантић је посветио истоимену песму 1920. године.
Неколико улица у Србији носе назив Кајмакчаланска.

### Обележавање стогодишњице
На стогодишњицу (2016) Србија је обновила капелу и костурницу. У септембру 2016. године, низом свечаности обележена је годишњица кајмакчаланске битке. Министар Александар Вулин положио је цвеће код Споменика осматрачнице са Кајмакчалана у Пионирском парку, и заједно са амбасадором Швајцарске Конфедерације у Србији, Филипом Ге, симболично је дао знак за почетак меморијалног маратона "Част отаџбине", који је организовао Атлетски клуб "Племенито срце" из Београда. Председник Републике Српске Милорад Додик и председник Србије Томислав Николић присуствовали су обележавању стогодишњице на самом Кајмакчалану, након чега су положили венце и на Српском војничком гробљу у Битољу.

- Осматрачница српске врховне команде на Кајмакчалану, пренета у Београд.
- Маркица са приказом борби на Солунском фронту.
- Комеморативна поштанска маркица за 100 годишњицу битке на Кајмакчалану (2016).

## Галерија
- Српска плава униформа са Адријана шлемом
- Бугарска војска
- Регент Александар Карађорђевић осматра положаје пред битку на Кајмакчалану.
- Српска артиљерија на Кајмакчалану
- Бојиште на Кајмакчалану
- Борисов Град на Кајмакчалану
- Дејство српске артиљерије.
- Последице битке
- Ослобођено становништво после пада Кајмакчалана (1916. година).
- Фотографије погинулог Војина Вука Поповића након заузећа Кајмакчалана
- Слика Кајмакчалана из 1930. године, јасно су видљиви ровови из битке.
- Остаци бугарског бункера.
- Диорама Солунског фронта.
- Српска плава униформа са шлемом лево из битке код Кајмакчалана
- Стјепан Колесников - После Кајмакчалана, 1925.